# ZAD de la colline du Mormont
Pour les articles homonymes, voir Mormont.
La ZAD (zone à défendre) de la Colline est située sur la colline du Mormont, près d'Éclépens et de La Sarraz, en Suisse. Première ZAD de Suisse, elle a pour but d'empêcher l'extension de la carrière de ciment d'Holcim, qui menacerait le plateau de la Birette.
Créée en octobre 2020, la ZAD est démantelée le 30 mars 2021. Diverses procédures judiciaires se poursuivent les années suivantes contre les manifestants et contre la police.

## Contexte

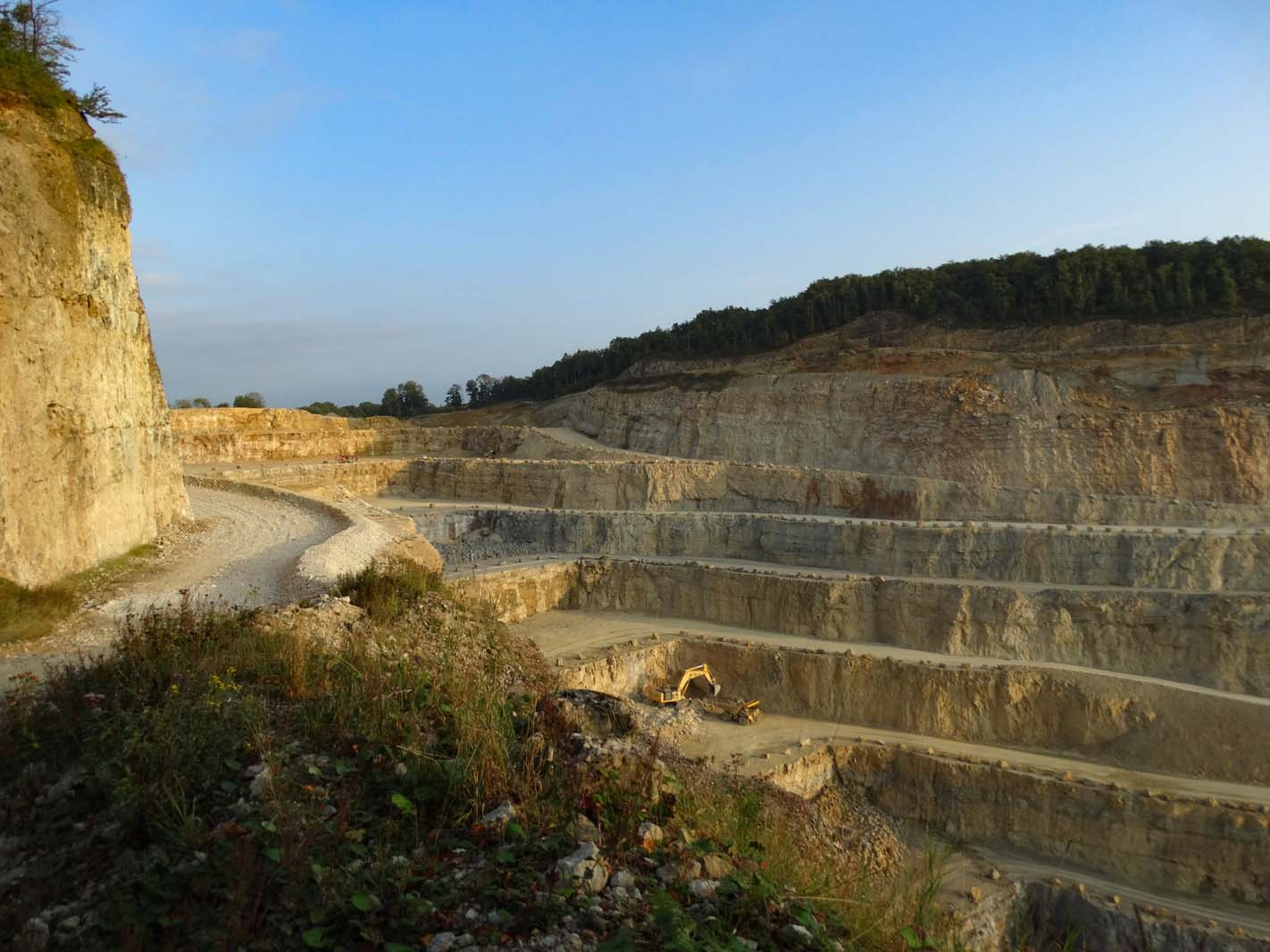
Vue de la carrière en 2014.

Depuis 1953, le cimentier Holcim (LafargeHolcim depuis 2015) exploite une partie de la colline du Mormont. En 2020, l'entreprise attend une décision du Tribunal fédéral pour étendre la carrière plus avant dans la colline.
L’entreprise est en effet réputée pour son non-respect des sites historiques. En 2010, c’est une amende de 280 000 $ que Holcim doit payer en Australie pour dynamitage effectué dans une zone élevée au patrimoine national comprenant des témoignages d’art rupestre indigène datant de presque dix mille ans.

## Historique

### Occupation du site

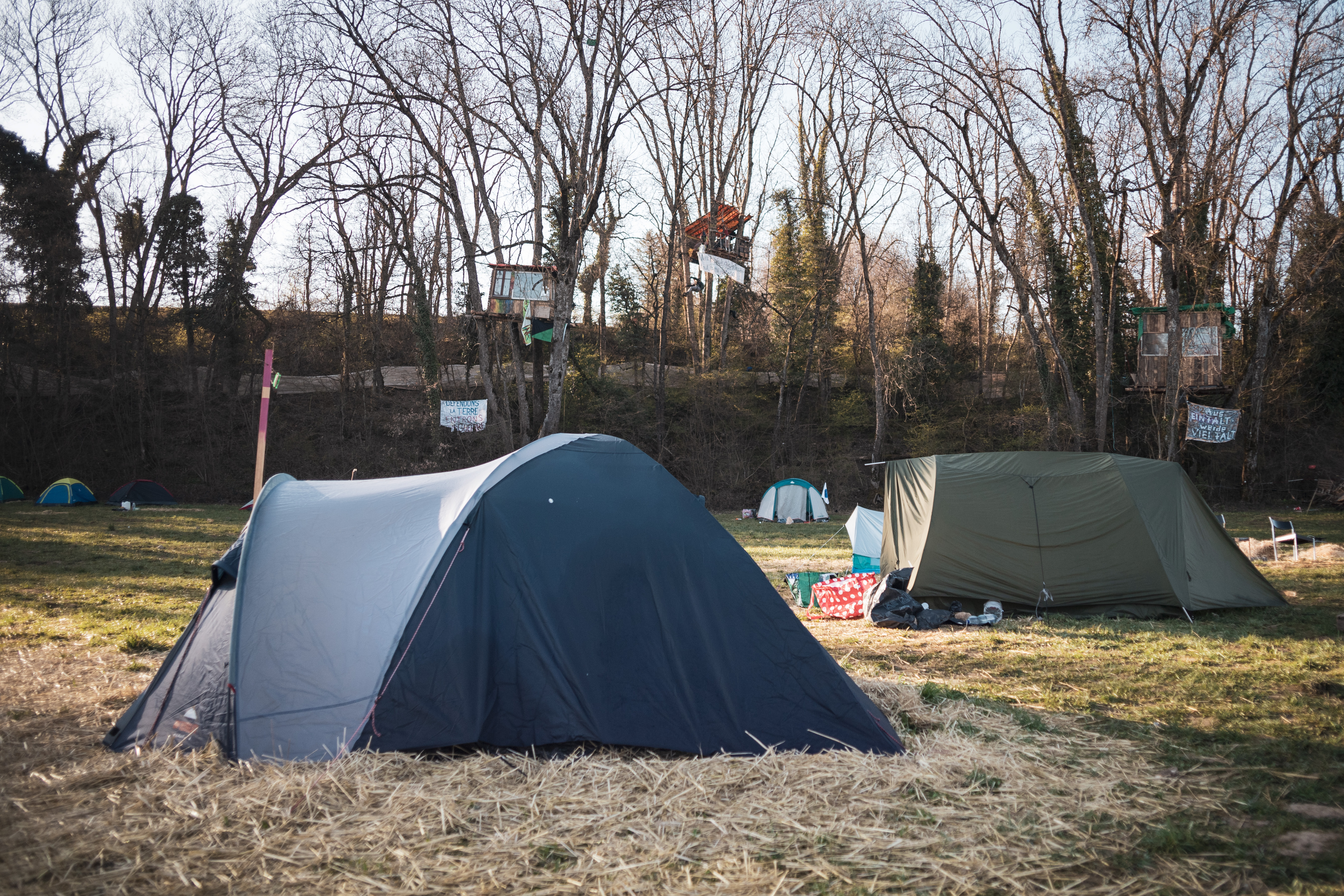
« ZAD de la Colline » avant son évacuation.

Le 17 octobre 2020, un petit groupe de militants installent la ZAD sur la colline. Ils occuperont pendant plusieurs mois une maison abandonnée et construiront des barricades autour. Une exposition photographique de 52 portraits de militants regardant la tranchée de la carrière d'Holcim est mise en place le 20 mars 2021. Une action écoféministe en soutien à la ZAD démonte les barrières de la mine d'Holcim le 28 mars 2021. La ZAD est finalement évacuée par la force le 30 mars 2021.

### Démantèlement

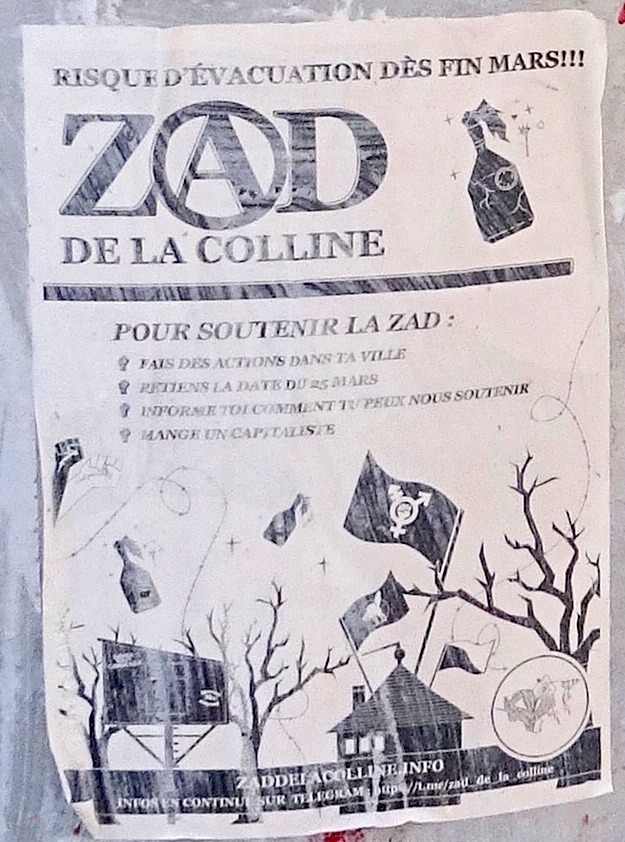
Affiche de la ZAD de la colline à Genève en mars 2021.

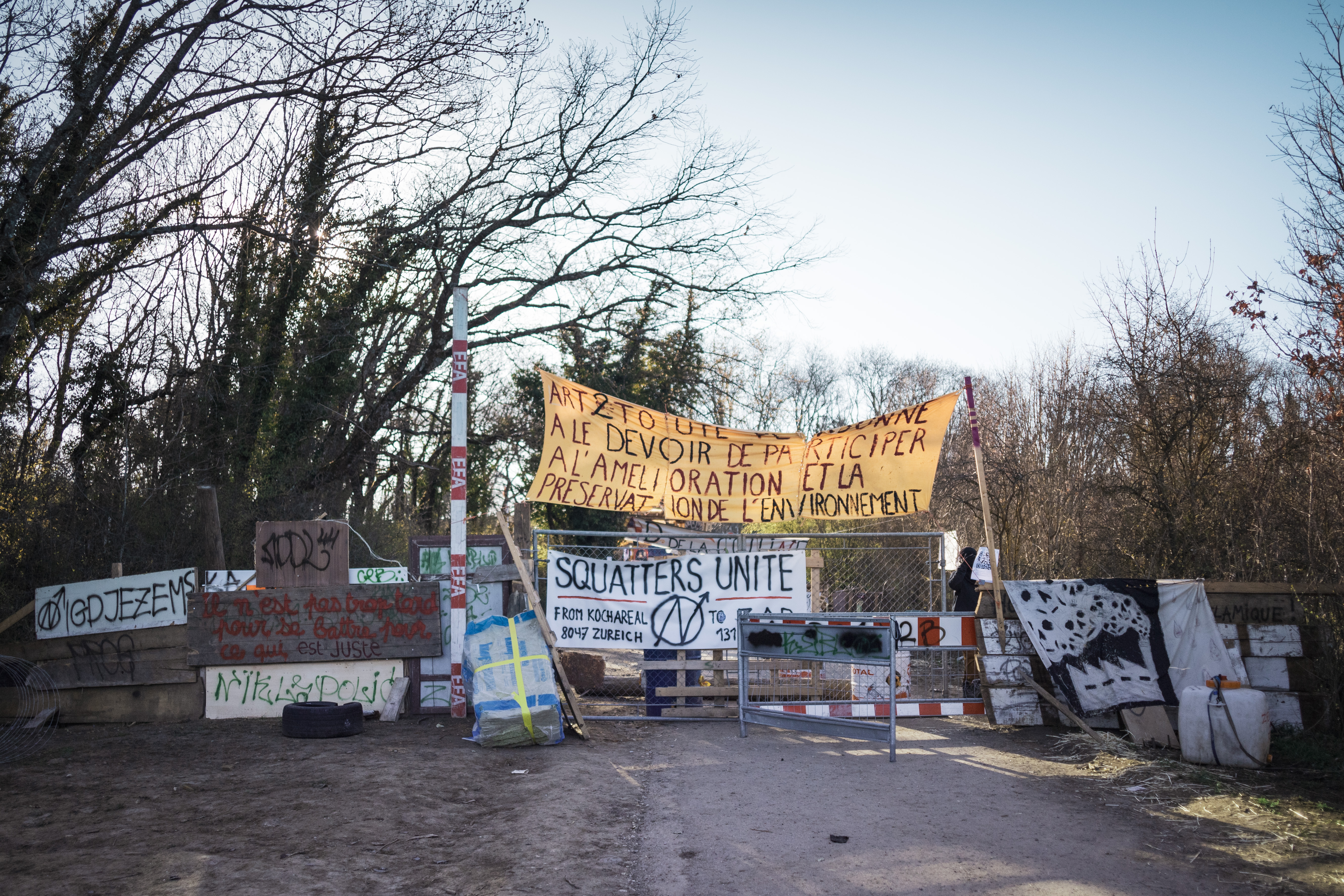
Une des nombreuses barricades de la colline.

Après plusieurs semonces, la police cantonale vaudoise entame l'évacuation des activistes le 30 mars. Les forces de l'ordre déploient environ 600 personnes pour cette opération d'envergure. Les militants sont rapidement délogés, et quelques-uns occupent des arbres pour résister,, mais ils finissent par être également évacués. Quarante-huit personnes refusent de donner leur identité et sont retenus en arrestation pendant plus de 24 heures, tout ou partie de ces personnes sont soumises à une fouille à nu.
Le 7 juillet 2021, le Conseil d'État vaudois rend public les rapports de la police et des observateurs sur les opérations d'évacuation de la ZAD du Mormont,,.

### Poursuites pénales
Avant que l'évacuation soit entièrement terminée, l'entreprise Holcim a complètement démoli la maison occupée par les zadistes, sans avoir obtenu d'autorisation des autorités cantonales pour le faire. Le Canton a ensuite décidé de ne pas poursuivre pénalement le cimentier (seuls les cas « particulièrement irrespectueux » étant dénoncés).
Une soixantaine de personnes présentes lors de l'évacuation ont été condamnées à des jours-amendes ou à deux ou trois mois de prison ferme pour avoir soutenu cette action,. Selon les zadistes du collectif, le total s'élèverait à 40 000 francs. Les infractions retenues sont la violation de domicile, l'empêchement d'accomplir un acte officiel et l'insoumission à une décision de l'autorité,.
En mai, Holcim annonce retirer sa plainte pour violation de domicile, « dans un esprit d'apaisement ». La violation de domicile n’étant punie que sur plainte et les deux autres infractions étant moins graves, l'avocat David Raedler estimait alors que les peines de prison ferme devraient être écartées.
En juin, le procureur général Éric Cottier annonce le maintien de l'accusation de violation de domicile et les peines de prison correspondantes.

#### Procès
Une quarantaine de militants du Mormont doivent être jugés. Les premiers procès débutent les 17, 18 et 19 janvier 2022 au Tribunal d'arrondissement de La Côte, à Nyon. Certains prévenus risquent de la prison ferme pour violation de domicile, bien qu'Holcim ait retiré sa plainte.
Le 24 janvier 2022, les jugements concernant les sept premiers militants acquittent totalement deux personnes et partiellement cinq autres. La seule infraction retenue est l'empêchement d'accomplir un acte officiel. Le procureur réclamait 2 à 6 mois de prison ferme, mais les juges relèvent le motif honorable des participants et les condamnent à des peines de 8 à 15 jours-amendes avec sursis,.
En juillet 2022, la chambre des recours pénale du Tribunal cantonal a jugé « nulles » les ordonnances pénales « contre inconnu » rendues contre plusieurs personnes ayant refusé de donner leur identité le jour l'évacuation. Certaines d'entre elles ont été identifiées ultérieurement mais ne peuvent plus être condamnées à la suite du retrait de la plainte d'Holcim,.
En septembre 2022, le Tribunal fédéral juge que les ordonnances pénales « contre inconnu » sont valables et que les oppositions anonymes le sont donc aussi (toutes deux permettant une individualisation sans ambiguïté, même en l'absence de nom, notamment avec des empreintes digitales),. Ces cas doivent donc être rejugés par le Tribunal cantonal.
En octobre 2023, les condamnations de plusieurs zadistes sont annulées par le tribunal fédéral car les condamnés s'étaient vu refuser toute possibilité de faire appel en raison de leur anonymat, enfreignant le droit fondamental à un procès équitable,.

### Plainte contre la police cantonale vaudoise
Le 30 juin 2021, une militante zadiste anonyme dépose plainte contre la police cantonale vaudoise, pour « voies de fait, abus d’autorité et tentative de dénonciation calomnieuse ». Cette militante précise qu'elle avait négocié sa présence avec des officiers de police en tant que « soutien au sol » dans le but d'assurer la sécurité des personnes suspendues en l'air et d'informer la police. Selon son avocat, son arrestation le 30 mars aurait été illicite.
Le 14 mars 2022, la Chambre des recours pénale vaudoise reconnaît que la fouille à nu d'une personne présente était « disproportionnée ». En l'absence d'« indice sérieux ou concret d'une mise en danger d'elle-même ou d'autrui », « ni par ailleurs de cacher des objets sur elle [...] Dès lors, compte tenu de la jurisprudence, rien ne justifiait que, préalablement à son audition, elle soit amenée à se dévêtir, à s'accroupir et à ce que ses cavités et orifices soient examinés ». Le 4 octobre 2022, le Tribunal de La Côte rend un jugement similaire concernant une autre personne.

### Livre et pièce de théâtre
En 2023, les militants zadistes écrivent un livre collectif, Orchidées contre béton armé : mémoires de la ZAD de la colline, publié aux Éditions d'en bas. Certains d'entre eux montent aussi une pièce de théâtre jouée au théâtre de Vidy,.

## Revendications

### Gros producteur deCO2
Le cimentier Holcim est de loin le plus gros émetteur de gaz à effet de serre en Suisse (avec 1 300 000 tonnes de CO2 émises en 2019). Les trois principaux sites de Siggenthal, de Untervaz et d'Éclépens émettent 1,4 million de tonnes de CO2 par an. Rien que le site d'Éclépens produit 380 000 tonnes de CO2 en 2017, ce qui en fait le deuxième site émettant le plus de CO2 en Suisse romande.

### Exploitation de la colline
Les zadistes dénoncent l'exploitation de la colline, qui se trouve être un site unique autant pour sa biodiversité que pour son histoire. En 1998, la colline a été classée à l’Inventaire fédéral des paysages, sites et monuments naturels d'importance nationale.
La colline abrite aussi une diversité botanique importante. Notamment des orchidées rares, dont la majorité sont protégées au niveau suisse. La colline du Mormont abrite également un site archéologique helvète unique datant du Ier siècle av. J.-C..

### Sortie de la «dépendance au ciment»
La Suisse consomme énormément de béton et, s’il reste un symbole d'une certaine modernité et que sa mise en œuvre est très facile, son coût énergétique est extrêmement important. Le ciment est souvent opposé à la pierre en argumentant que le coût de la pierre de taille est trop important. La réutilisation des pierres a été très importante et très courante depuis l’antiquité.
Les zadistes ont voulu montrer que cette dépendance au ciment peut largement être diminuée en utilisant les bâtiments anciens, en les rénovant plutôt que les détruire et reconstruire du neuf. Les habitats légers comme les yourtes, les cabanes sont aussi beaucoup plus faciles à entretenir et à construire. Pour la construction de ces habitations, les zadistes ont énormément utilisé des matériaux de récupération. Ces mêmes matériaux qui peuvent être brûlés dans les fours d’Holcim pour la valorisation énergétique sont beaucoup plus efficaces et durables en les réutilisant.
L’utilisation de matériaux biosourcés comme la paille, le bois, la terre ou la pierre présente des avantages très importants.

### Pratiques douteuses de LafargeHolcim

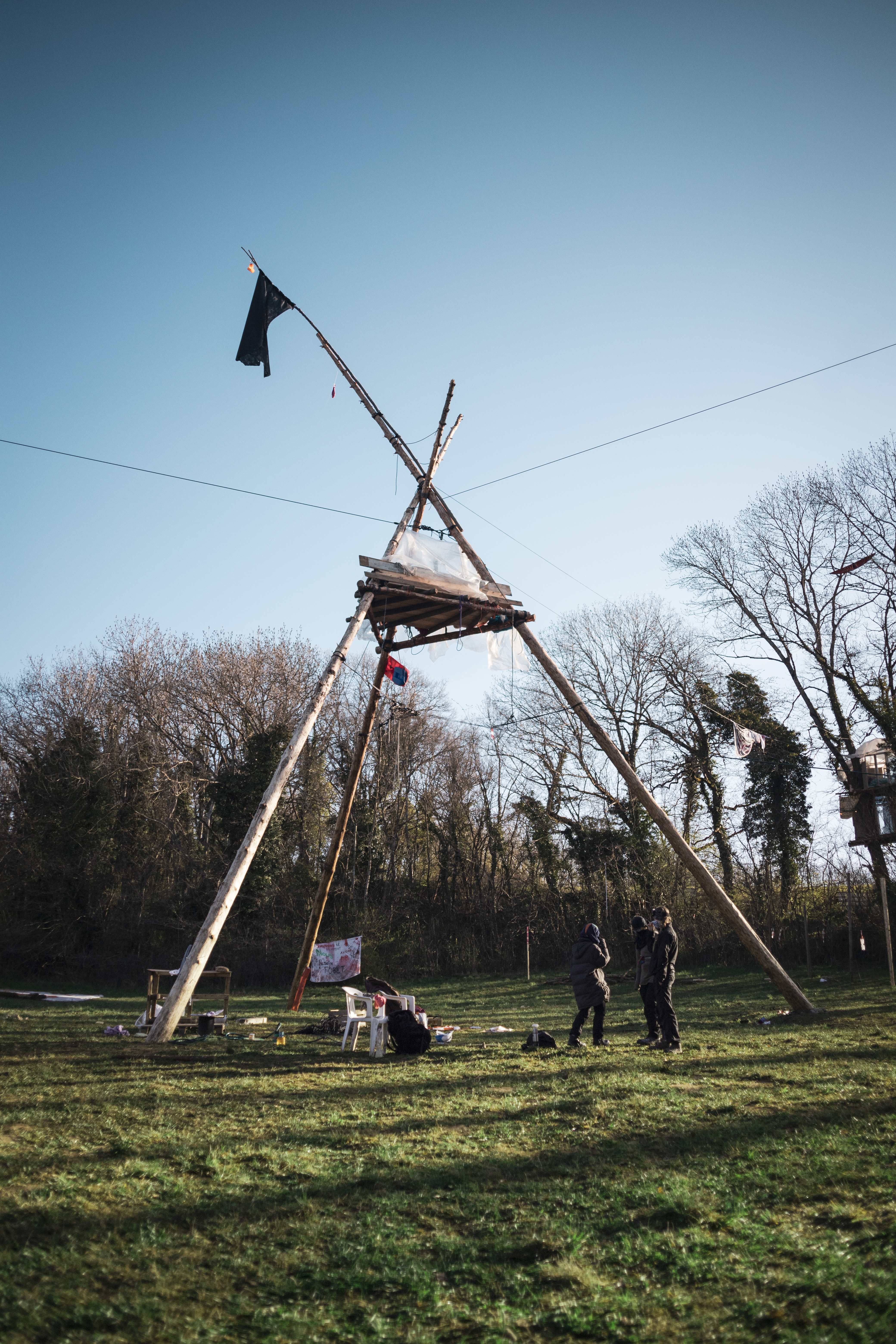
Le grand tripode de la ZAD de la colline.

Les zadistes dénoncent aussi les activités de LafargeHolcim qui, en plus de produire d’énormes quantités de CO2, se retrouve accusée d'avoir financé Daech et de faire pressions sur des gouvernements, notamment les États-Unis, la Chine et l'Union européenne.
Les activités de lobbying du groupe dans plusieurs institutions , posent un problème systémique de la gestion du CO2. Des liens ont été établis entre son influence dans les décisions concernant le marché des crédits carbones européens et les profits de 485 millions d'euros réalisés par Lafarge entre 2008 et 2014,, grâce à la vente de crédits-carbone accordés par l'Union européenne.
Un rapport de l'organisation britannique de protection de l'environnement Sandbag, qui révèle ces pratiques, affirme de plus que ce mécanisme favorise certains secteurs (industrie automobile, sidérurgie, cimenterie, etc.) au détriment, entre autres, du secteur de l'énergie, le prix du carbone étant ainsi répercuté sur les consommateurs des énergéticiens, comme EDF ou Engie en France. Le phénomène semble s'être poursuivi au moins jusqu'en 2014, à en croire un autre rapport effectué par Sandbag, et d'autres enquêtes ultérieures. Lafarge aurait notamment reçu des crédits pour les émissions d'entreprises fermées pour raisons économiques, qui ne produisaient donc pas de dioxyde de carbone.
Il est aussi reproché à Holcim de fermer les yeux sur les stratégies de répression et de criminalisation de son partenaire au Guatemala, Cementos Progreso. Holcim est accusé de recycler en Roumanie les déchets sales venus de l’étranger, générant une pollution à grande échelle.

## Réactions

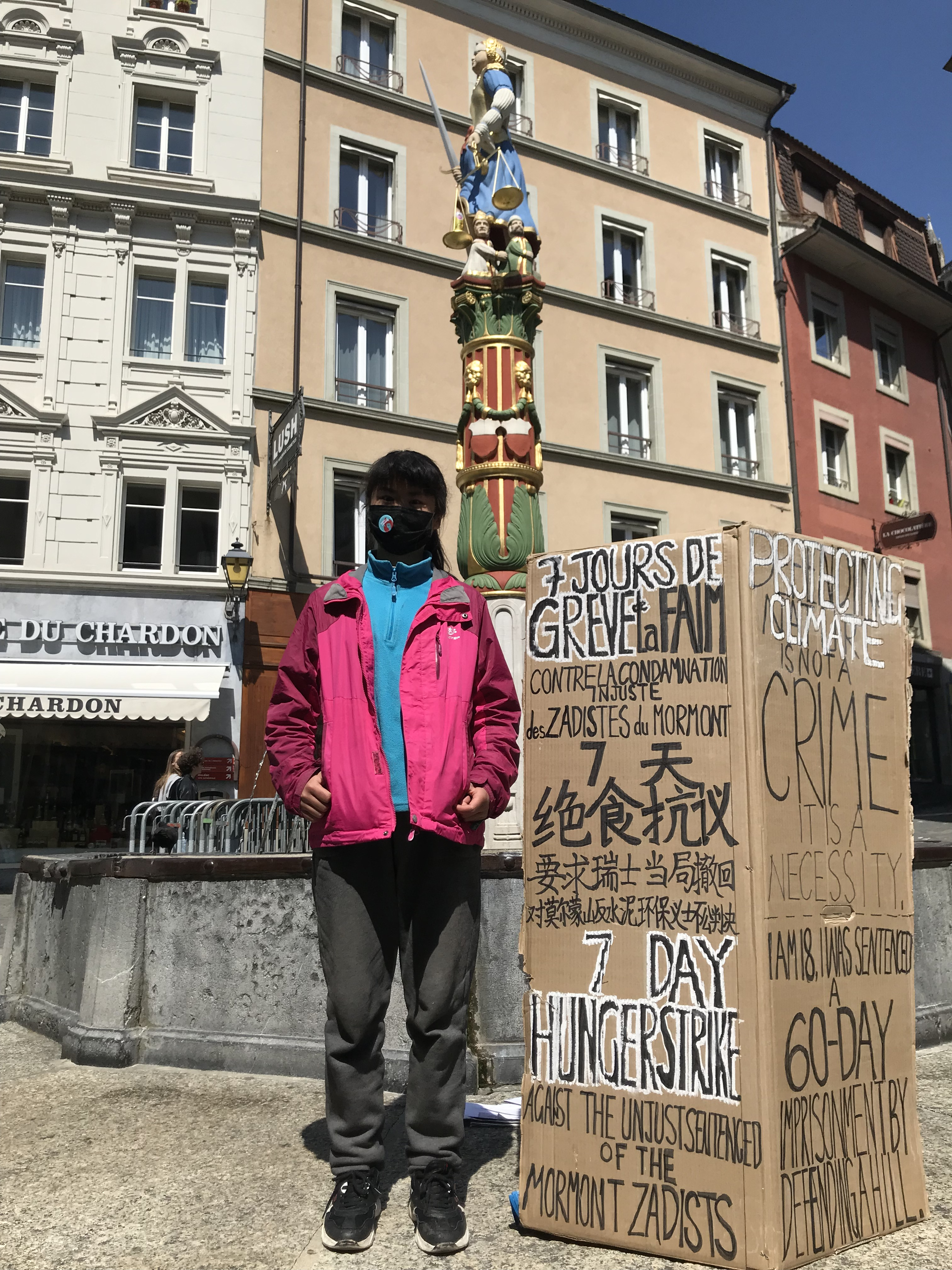
La militante écologiste chinoise Ou Hongyi en grève de la faim à Lausanne (avril 2021).

### Réactions à l'évacuation
Jacques Dubochet soutient fortement la ZAD dans sa démarche militante et non-violente. Le 29 octobre 2020, il crée avec Nicole Ammann et Dominique Bourg l’association « Les Orchidées du Mormont », dans le but de donner un cadre légal à la défense juridique de la ZAD. Le 30 mars 2021, jour de l'évacuation de la ZAD, il s'entretient avec la conseillère d’État Béatrice Métraux et la direction de Holcim.
SolidaritéS déplore l'évacuation, considérant que le gouvernement cantonal met la propriété privée au dessus de la protection de l'environnement, alors que l'UDC Vaud critique la « lâcheté du Conseil d’État rose-vert dans la gestion de ce dossier ».
La militante écologiste chinoise Ou Hongyi, condamnée pour sa présence lors de l'évacuation, mène trois grèves de la faim en avril et mai 2021 (de trois, sept, puis douze jours, soit 22 jours de privation au total), pour protester contre la sentence élevée de 60 jours de prison et 1200 francs d'amende prononcées,,.

### Réactions à la procédure pénale
En septembre 2021, Amnesty International annonce avoir fait part de ses inquiétudes aux rapporteurs spéciaux des Nations unies concernés[Lesquels ?], au vu des restrictions disproportionnées aux libertés d'expression, de conscience et de réunion pacifique,.

### Initiative populaire
En janvier 2022, un comité d'associations et de partis de gauche lancent une initiative populaire cantonale « Sauvons le Mormont ». L'initiative veut inscrire dans la Constitution vaudoise la protection de la colline et le soutien aux alternatives au béton. Les initiants ont jusqu’en mai 2022 pour récolter 12 000 signatures. En mai 2022, les initiants annoncent avoir récolté 14 500 signatures.
En 2024, le gouvernement du Canton de Vaud propose un contre-projet à l'initiative : inscription de l'économie circulaire dans la constitution vaudoise et protection de la colline du Mormont dans la loi cantonale sur la protection du patrimoine naturel et paysager. L'initiative et le contre-projet devraient être soumis en votation populaire fin 2025 ou début 2026.

### Filmographie
- Zadvengers, film documentaire de Simon David, 2023, 65 minutes.